# 塞韋索河

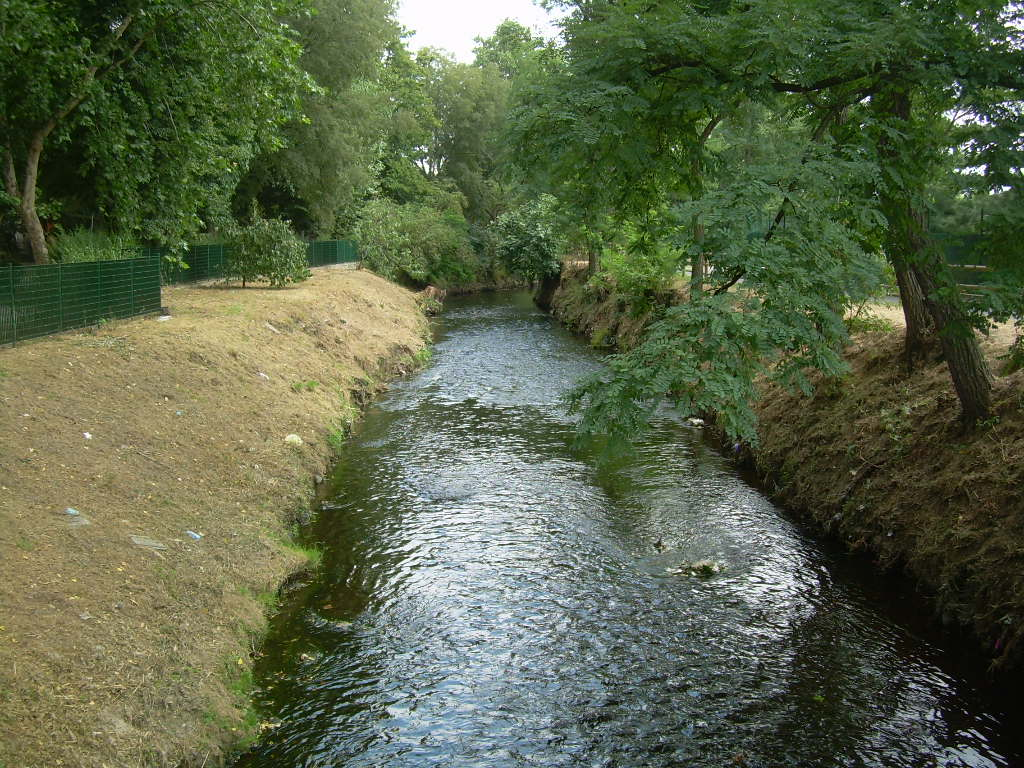

塞韋索河是意大利的河流，位於該國北部，河道全長55公里，流域面積930平方公里，平均流量每秒1.8立方米，發源自卡瓦拉斯卡，河口處在米蘭。